# Kōdai Asaka
Kōdai Asaka (浅香 航大 Asaka Kōdai?,  Prefectura de Kanagawa, Japón, 24 de agosto de 1992) es un actor japonés, afiliado a A-team. "Kōdai" no es su verdadero nombre, sino que es un seudónimo tomado de un personaje de la serie Netchū Jidai, interpretado por el actor Yutaka Mizutani.

## Biografía
Asaka nació el 24 de agosto de 1992 en Kanagawa, Japón. En diciembre de 2002, a la edad de diez años, audicionó para unirse a Johnny & Associates junto con Hikaru Yaotome. En 2004, fue puesto en la unidad juvenil J.J. Express. Abandonó la agencia temporalmente en 2007, pero regresó poco después y fue colocado en la unidad M.A.D.
En la primavera de 2008, Asaka renunció oficialmente a Johnny & Associates y fue contratado por la agencia A-Light para seguir una carrera como actor. En 2010, se unió a la agencia A-team, que todavía le representa hasta la fecha actual. En julio de 2011, Asaka hizo su primera aparición en una serie de televisión; Hanazakari no Kimitachi e.
En 2014, interpretó a Eiichiro Kamoi en la serie de drama Massan.

## Filmografía

### Televisión
- Ima kara Anata wo Kyouhaku Shimasu (NTV, 2017, ep3)
- Masuyama Chounouryokushi Jimusho (NTV, 2017)
- Medical Team: Lady Da Vinci no Shindan (Fuji TV, 2016) ep.2
- Kiseki no Hito (NHK, 2016)
- Boku no Yabai Tsuma (KTV, 2016)
- Koi no Sanriku Ressha Kon de Iko! (NHK, 2016)
- Meitantei Catherine 2 (TV Asahi, 2016)
- Wakako Zake (BS Japan, 2016)
- Haretsu (NHK, 2015) ep.1-4
- Eien no Bokura Sea Side Blue (NTV, 2015)
- Massan (NHK, 2015)
- Heisei Saru Kani Kassenzu (WOWOW, 2014)
- Koibumi Biyori (NTV, 2014) ep.5
- Keiji no Manazashi (TBS, 2013) ep.3
- Biblia Koshodou no Jiken Techou (Fuji TV, 2013) ep.2
- TOKYO Airport (Fuji TV, 2012)
- Hanazakari no Kimitachi e (Fuji TV, 2011) como Subaru Takatsuki

### Películas
- Pumpkin and Mayonnaise (2017)
- Grab the Sun (2016)
- Cherry Blossom Memories (2016)
- The Actor (2016)
- Nou Shou Sakuretsu Girl (2015)
- Gekijoban Rei Zero (2014)
- Pet Peeve (2013)
- Kanojo wa Uso o Aishisugiteru (2013)
- Lesson of the Evil (2012)
- The Kirishima Thing (2012)